# Abhar
Abhar és una ciutat de l'Iran, a mig camí entre Qazwin i Zandjan (a uns 87 km de cadascuna). Es troba a la província de Zanjan, al comtat d'Abhar Rud, a la vora del riu Abhar. La seva població és de 12.000 habitants que parlen majoritàriament el turc.
La llegenda atribueix la fundació d'Abhar a Kai Khosraw fill de Siavush o a Sapor D'hu l-Aktaf, i la construcció de la ciutadella a Darab fill de Darab (la ciutadella en realitat fou construïda per l'atabeg seljúcida Baha al-Din Haydar). La ciutat va passar dels sassànides als àrabs el 645 quan va ser conquerida per Bara ibn Azib, governador de Rayy.
Al començament del segle x fou possessió de la dinastia dels sadjides amb Yusuf ben Abu l-Sadj i després va passar als daylamites fins que el 996 el musafírida o kangàrida Wahsudan ibn Sallar Muhmmad ibn Musafer va governar la regió del sud de l'Azerbaidjan i Daylam incloent Abhar, Zandjan i Sohravard. Apareixen monedes d'Abhar datades el 1013/1014 per un emir musafàrida o rawwàdida. El 1029 Mahmud de Gazni va fer campanya a Rayy i Qazwin i es va assegurar la submissió del musafírida Ibrahim ibn Marzban. En el seu territori hi havia la important fortalesa de Sar-djahan (turc: Sar-Sar-čāhān, àrab: Rāhat al-sudūr) a uns 25 km al nord-oest de la ciutat, prop d'un pas que portava a Tarom.
Personatges notables de la ciutat foren:
- Kamal-ad-Din Abu-Amr al-Abharí, visir dels sultans seljúcides Arslan-Xah i el seu fill Toghrul III, i que va morir com asceta a Jerusalem el 1194
- Athir al-Din Mofazzal ibn Umar, filòsof mort el 1265
- Sad-ad-Dawla al-Abharí, metge i home d'estat jueu durant el regnat de l'ilkhànida Arghun
- diversos teòlegs i tradicionalistes, entre els quals destaca Abu-Bakr Muhàmmad ibn Abd-Al·lah i el xeic sufí Abd-Al·lah ibn Tàhir Ṭayyar Abharī (mort el 942).